# Kreiseinsatzzentrale
Kreiseinsatzzentralen (KEZ) sind taktische Führungseinrichtungen der nichtpolizeilichen Gefahrenabwehr. Sie sind überwiegend in Bayern verbreitet. Dort können Gebietskörperschaften auf Kreisebene Kreiseinsatzzentralen auf Grundlage des Art. 5 Abs. 1 Satz 1 ILSG (Integrierte Leitstelle-Gesetz) einrichten und betreiben. Diese werden zentral (oft in einem größeren Feuerwehrhaus) eines Landkreises oder einer Stadt betrieben und können bei Großschadenslagen oder Katastrophenfällen die ILS bei der Disposition unterstützen.
In vielen Kommunen wurden die bestehenden technischen Einrichtungen der nachalarmierenden Stellen weiterverwendet. Der Betreiber ist hierbei die zuständige Untere Katastrophenschutzbehörde, also Kreisverwaltungsbehörde. Je nach taktischem Konzept können auch mehrere Kreiseinsatzzentralen als Abschnittsführungstellen im Landkreis existieren.
Die Kreiseinsatzzentralen können in der Regel auf Anforderung der ILS bzw. der Unteren Katastrophenschutzbehörde besetzt werden. Diese übernehmen daraufhin die Abarbeitung zeitunkritischer Einsätze, die Koordination der ihr unterstellten Einsatzmittel sowie die damit verbundene Einsatzdokumentation.

## Abgrenzung zur nachalarmierenden Stelle (NaSt)
Die Tätigkeiten von Kreiseinsatzzentralen und deren Vorgängereinrichtungen überschneiden sich teilweise in organisatorischen Punkten. Die Nachalarmierungsstellen vor der Einführungen der Integrierten Leitstellen waren, wie die Kreiseinsatzzentralen, nicht ständig besetzte rückwärtige Führungseinrichtungen, die bei Feuerwehreinsätzen im Zuständigkeitsbereich durch die Polizei (Erstalarmierungsstelle) alarmiert wurden. Nach der Besetzung der nachalarmierenden Stelle übernahm diese die vollständige Einsatzkoordination, Nachalarmierung und Einsatzbegleitung als alleinige Führungseinrichtung für alle Einsätze im Zuständigkeitsbereich. Sie fungierten als Feuerwehreinsatzzentralen ohne Abfrageeinrichtungen für den Feuerwehrnotruf. Die nachalarmierenden Stellen wurden im Zuge der Einführung der Integrierten Leitstellen in Bayern abgeschafft.